# Сезар Поволни
Сезар Поволни, такође познат као Чеслав Поволни и наведен као Мартин Поволни (рођен 19. јула 1914, датум смрти непознат), био је немачко - француски фудбалер. Играо је за Авр. Поволни је преминуо.
Поволни је рођен у Реклингхаузену од родитеља пољског порекла, а емигрирао је у Француску. Поволни је изабран за Светско првенство у фудбалу 1938. године,  али није одиграо ниједан наступ за француску фудбалску репрезентацију.